# Gabriel Van El
Pour les articles homonymes, voir Gabriel Vanel (homonymie).
Gabriel Van El, né le 20 novembre 1850 à Gaillac et mort le 10 décembre 1938 à Caen, est un historien local, écrivain, folkloriste, artiste et collectionneur français.

## Biographie
Fils de Paul Van El, conservateur des hypothèques à Bayeux, Van El a fait ses études classiques aux collèges de Gaillac, Aubusson et Bayeux, et ses études de droit à la faculté de Caen, où il a été reçu docteur en 1873, avec De l’autorité de la chose jugée comme thèse de licence, et De la dot mobilière et de son inaliénabilité comme thèse de doctorat.
Entré, en 1873, au Parquet du Procureur général près la Cour de Caen, il a été nommé substitut du Procureur de la République à Domfront, au mois d’avril 1875. En 1877, il a été transféré, avec avancement, au tribunal de Bayeux. En 1880, lorsque le gouvernement a pris les mesures d’expulsion des congrégations, il a préféré démissionner plutôt que d’avoir à soutenir et à légitimer, devant le tribunal de Bayeux, les expulsions ordonnées par le Garde des Sceaux.
Après avoir renoncé à la magistrature, il s’est consacré entièrement à l’art et à la littérature. Il a également repris ses pinceaux qu’il n’avait jamais complètement abandonnés, pour débuter au Salon de 1882, où il a été admis, avec un tableau intitulé Sur la plage, à Lion-sur-Mer. Il a été un des premiers membres de la Société des artistes français fondée la même année. Il a, par la suite, pris part à de nombreuses expositions de peinture et obtenu une médaille d’argent, à Caen, en 1883.
Entré au journal l’Avenir du Calvados, en 1884, il en est devenu le directeur en 1886. De 1883 à 1888, année où il a donné sa démission, il a rédigé dans ce journal des articles artistiques et littéraires et y a fait, tous les ans, le compte rendu du Salon et des Expositions de peinture et de dessin, d’art et d’archéologie, soit à Paris, soit en Normandie.
En 1887, il a publié, chez Édouard Rouveyre, un volume de nouvelles et de marines normandes : En Normandie ; Croquis maritimes, volume tiré à petit nombre et rapidement épuisé, qui a fait l’objet d’une critique élogieuse dans La Liberté. Dans ce livre, écrit au jour le jour sur les côtes normandes, il a essayé de rendre l’attrait particulier et souvent mélancolique des plages normandes, de faire revivre les types si divers des vieux pêcheurs et des habitants du littoral.
Plus tard, il a collaboré au grand ouvrage édité par la librairie Lemâle au Havre : La Normandie monumentale et historique. Il a écrit dans le volume concernant le Calvados, plusieurs études sur le Val Richer, le Prieuré de Saint-Gabriel, l’église de Secqueville-en-Bessin, etc. Depuis, il s’est consacré aux études d’Histoire et d’Archéologie normandes, recherchant particulièrement les journaux inédits des XVIe, XVIIe et XVIIIe siècles, pour y retrouver l’histoire vécue de leurs ancêtres, leurs mœurs, leurs usages et les différentes manifestations de leur vie publique et familiale, il a publié plusieurs volumes de manuscrits conservés dans la Bibliothèque publique de Caen, ou qu’il a eu la bonne fortune d’acquérir.
Ces journaux, qui forment une suite à peu près ininterrompue de la fin du XVe siècle à la Révolution, concernent surtout Caen et sa région, comprennent quatre volumes. Un autre Mémoire sur la ville de Caen en 1760, dû au lieutenant-général du Portai, a paru dans les Mémoires de l’Académie de Caen. La Société des Antiquaires de Normandie a publié le Journal de Jacques Le Marchand, conseiller au bailliage de Caen.
Il a également collaboré au Magasin pittoresque, à la Gazette des beaux-arts, au Journal des Arts, au Journal des Ex-Libris, au Moniteur du Calvados, etc. La Revue d’Histoire moderne, le Journal des débats du 13 février 1905 et de nombreuses publications normandes ont cité avec intérêt ses dernières éditions de Journaux manuscrits de Normandie de Van El, qui a persévéré dans cette voie et faire paraitre d’autres volumes.
Propriétaire à Secqueville-en-Bessin depuis 1878, année où il a épousé Émilie Dupont, fille de Gustave Dupont, il a toujours été réélu membre du Conseil municipal de cette commune. Outre la Société des artistes français, il était également membre de la Société de l'histoire de Normandie, de l’Académie des sciences, arts et belles-lettres de Caen, de la Société des antiquaires de Normandie.

## Œuvres picturales
- Marée basse à Lion-sur-Mer.
- Bisquine à Port-en-Bessin.
- Brick goélette dans le port de Caen.
- Dans les dunes à Lion-sur-Mer.
- Remorqueur sortant du port.
- Hameau de Guerville, à Secqueville-en-Bessin.

## Publications
- En Normandie : Croquis maritimes, Paris, Édouard Rouveyre, 1887, 1 vol., 312 p. in-12.
- Étude sur la prise de Cherbourg en 1758, Caen, Louis Jouan, 1906, 47 p. in-8o.
- Une évasion des pontons anglais en 1807 : le capitaine Lecroisey des Moitiers-d’Allonne (Manche), Cherbourg, Édition de la Revue d’études normandes, 1908, in-8o 12 p.
- L’Émigration en Normandie le Cte et la Ctesse G. de Manneville d’après leur correspondance et des documents inédits, Caen, H. Delesques, 1909, in-8o, 136 p.
- Les Anglais aux iles Saint-Marcouf, l'expédition de 1798, le combat naval de Sallenelles : d’après les rapports conservés au Ministère de la Guerre et des documents inédits  (ill. Pol Vanel), Caen, Louis Jouan, 1910, 106 p., 1 vol., pl. in-8o (lire en ligne sur Gallica).
- Une grande ville aux XVIIe et XVIIIe siècles, t. I, La Vie publique à Caen mœurs et coutumes, 1910, 358 p., t. II, La Vie privée à Caen les usages la société les salons, 1912, IV-405 p., t. III, Ce qu'on lisait à Caen, livres et bibliothèques. Comment on voyageait, voyages et voyageurs. Empiriques, magiciens et sorciers, 1913, in-16, 378 p. Portrait, Caen, Louis Jouan.
- Une restitution littéraire : le curé de Cucugnan et son véritable auteur, Caen, Louis Jouan, 1910, 22 p. in-8o.
- Trois légendes du Cotentin : le curé de Rideauville ; l’Arbre à la fée ; la Dame de Thibeauville, Caen, Louis Jouan, 1911, 30 p. in-8o.
- Les Corsaires français à Cherbourg pendant la guerre de 1744, Caen, Louis Jouan, 1915, 1 vol. 26 p. in-8o.
- Une aventure avec les Chouans en 1794, Caen, H. Delesques, 1915, 15 p., in-8o (lire en ligne sur Gallica).
- Le Second Empire : souvenirs d’un contemporain, préface d’Octave Aubry, Caen, Marigny et Joly, 1935, 1 vol. (II-247 p.) : pl. portr. ; in-16.
- Une idylle en 1780 Roze Mahot la batelière de Granville, Cherbourg, Édition de la Revue d’études normandes, 1909, 7 p. in-8o.

## Éditions scientifiques
- Simon Le Marchand, Journal de Simon Le Marchand bourgeois de Caen 1610-1693, publié d’après le manuscrit de la bibliothèque de Caen avec une introduction et des notes par Gabriel Vanel, Caen, Louis Jouan, 1903, lii-192 p., in-8o.
- Abraham Le Marchand, Étienne Desloges, Jacques Mauger, Recueil de journaux caennais 1661-1777, publiés d’après les manuscrits inédits avec une introduction et des notes par Gabriel Vanel, Rouen A. Lestringant, 1904.
- Philippe Lamare, Mémorial de Philippe Lamare secrétaire de dom Gouget bénédictin de l’abbaye de Fontenay 1774-1788 : la vie provinciale en Normandie au XVIIIe siècle, publié d’après les manuscrits inédits de la collection Mancel avec une introduction et des notes par Gabriel Vanel, Caen, Louis Jouan, 1905, 1 vol., xxxviii-307 p. 26 cm. lire en ligne sur Gallica
- Antoine-Jean-Jacques Du Portal, La Ville de Caen en 1765 : trois mémoires du lieutenant-général Du Portal sur la ville et le château de Caen 1759-1771, manuscrit inédit de la bibliothèque de Caen publié et annoté par Gabriel Vanel, Caen, Louis Jouan, 1905, 61 p. in-8o.
- Nicolas Le Hot, La Ville de Caen en 1680 : remarques de Nicolas Le Hot avocat au bailliage et siège présidial, manuscrit inédit publié et annoté par Gabriel Vanel, publié par la Société des Antiquaires de Normandie, Caen, Louis Jouan, 1905, 80 p. in-8o.
- Gilbert-Jacques Martinant de Préneuf, Huit années d’émigration : souvenirs de l’abbé G.-J. Martinant de Préneuf curé de Vaugirard de Sceaux et de Saint-Leu 1792-1801, publiés avec une introduction et des notes par Gabriel Vanel, Paris, Perrin, 1908, 311 p., portr. pl. ; in-16.
- Étienne Du Val de Mondrainville, Manuscrit d’Étienne Du Val de Mondrainville magistrat et armateur caennais 1535-1578, publié pour la première fois avec une étude sur le manuscrit et des documents nouveaux par Gabriel Vanel, Caen, Louis Jouan, 1908, 104 p. in-8o.
- Antoine-François Castel de Saint-Pierre, Campagnes dans la mer du Nord et la Méditerranée de 1696 à 1707, notes extraites des journaux de bord du commandeur Castel de Saint-Pierre capitaine des vaisseaux du roi et lieutenant général des vaisseaux de la Religion, Caen, H. Delesques, 1918, 120 p. in-8o.